# Raufe

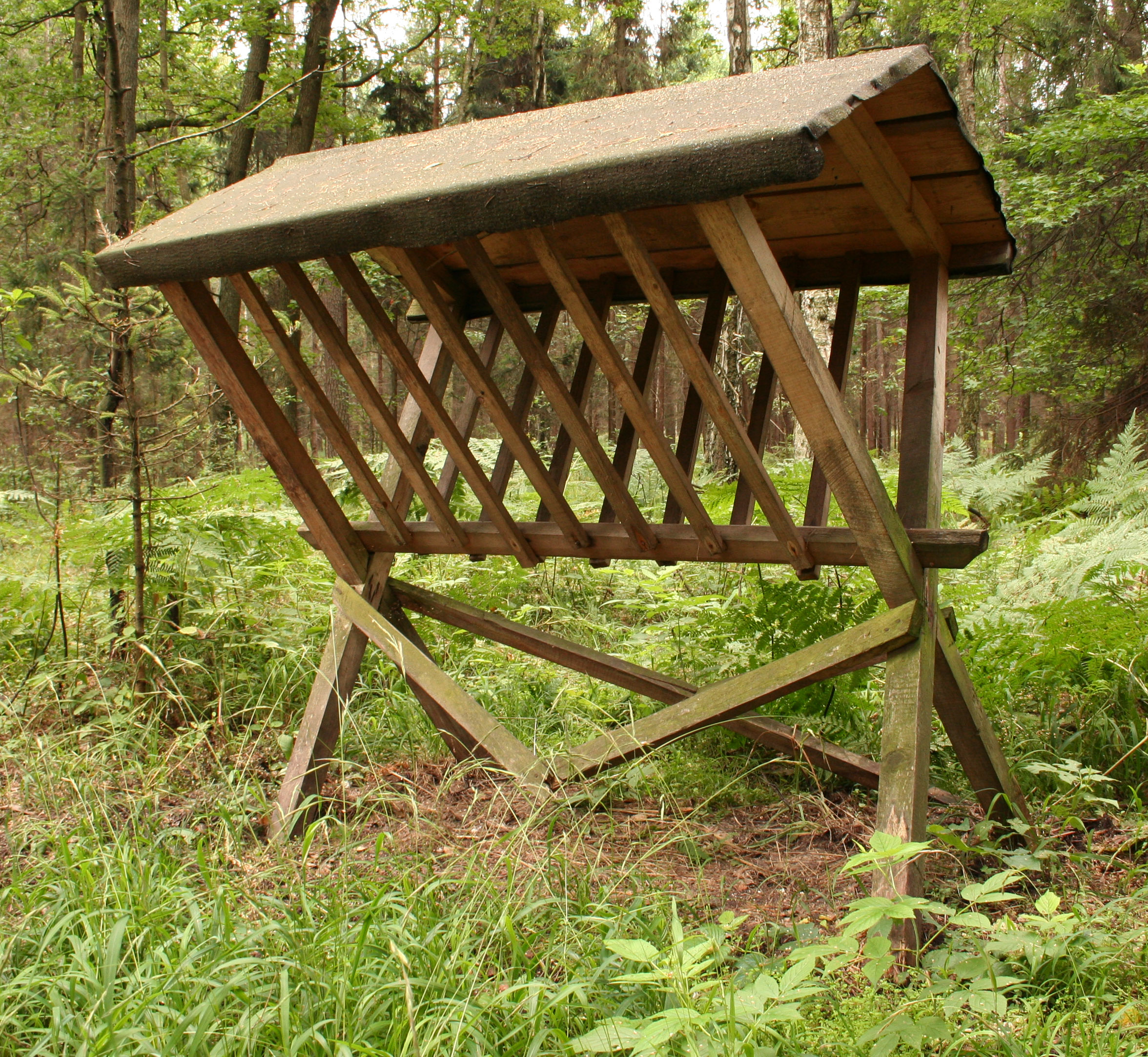
Leere Futterraufe im Sommer im Wald für winterliche Wildfütterung

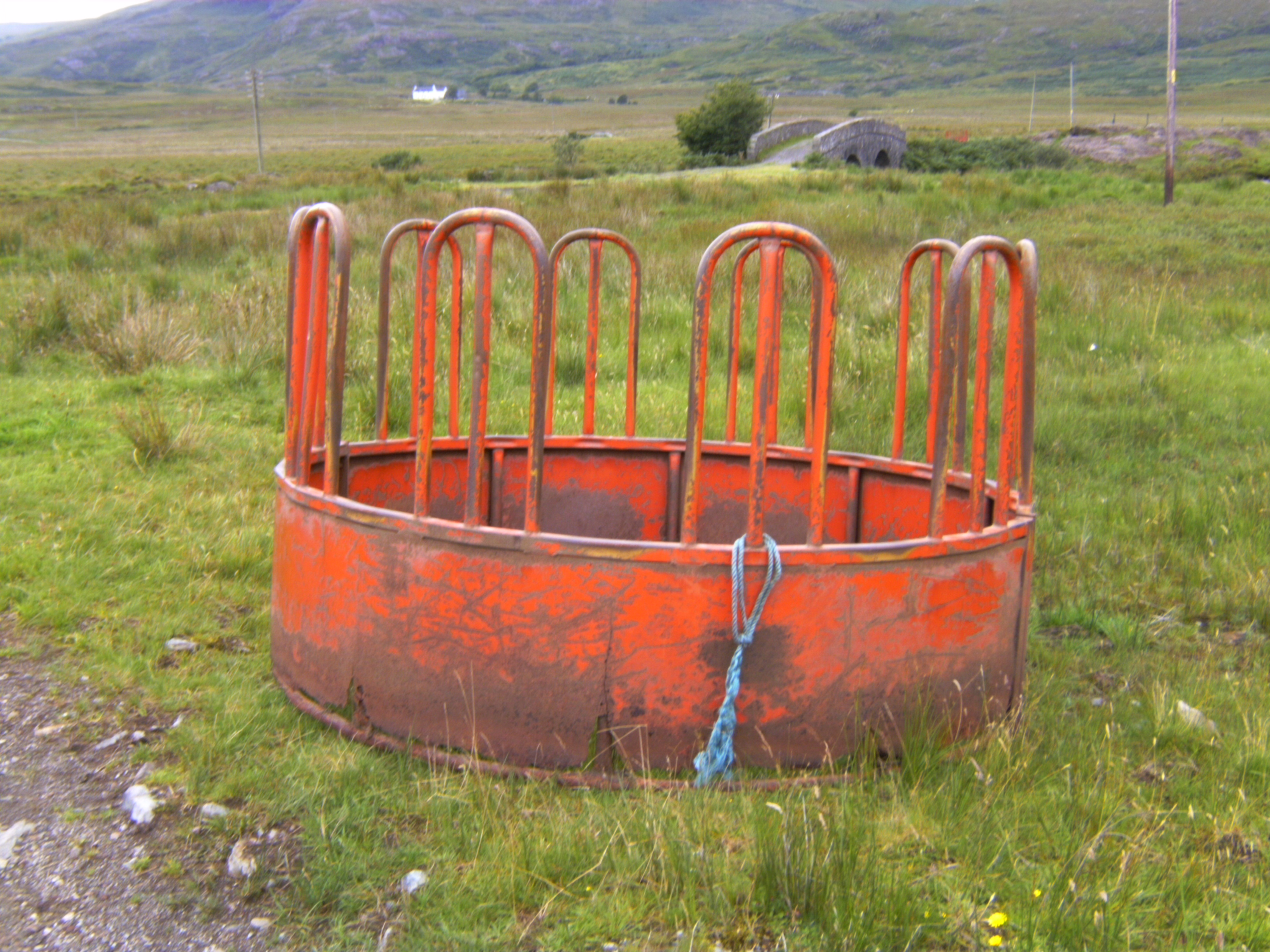
Rundraufe auf einer Viehweide mit 10 Fressplätzen

Raufen sind Gestelle für Heu, Stroh oder Gras. Sie werden meistens an der Wand angebracht, sind jedoch auch freistehend in Wildhegegebieten und auf Weiden zu finden. Sie sind aus Holz, Metall oder Kunststoff. Zwischen den senkrechten Gitterstäben der Raufe können die Tiere das Raufutter mit dem Maul herausziehen. Raufen gibt es in Ställen zum Beispiel bei Ziegen, Kühen und Pferden, in Käfigen von Meerschweinchen und Kaninchen, aber auch freistehend für Pferde, Schafe und Rehwild. Christian Gebhard Nordmann erfand 1811 die Schweberaufe, um in seinen Schafställen Platz zu sparen. 

## Etymologie
Der Begriff Raufe kommt von althochdeutsch (ahd.) rouffen, mittelhochdeutsch (mhd.) roufen, gehört mit verwandten Wörtern - got. raupjan, mniederl. roopen, aengl. riepan zu der vielfach erweiterten idg. Wurzel *reu-: „reißen, brechen, ausreißen, rupfen“. Im Deutschen wird ‚raufen‘ seit der mhd. Zeit auch im Sinne von „sich balgen, handgemein werden“ (ursprünglich: „an den Haaren reißen“) gebraucht. (Vgl. Rauferei). Bereits im späten Mittelalter wurde das Futtergestell für Tiere roufe genannt.

## Heuraufen in Ställen
Früher hatten sehr viele Pferdeställe Heuraufen. Die Wandraufen waren praktisch, aber meistens zu hoch angebracht und die Pferde mussten den Rücken durchdrücken (Senkrückengefahr!), wobei sie auch Heustaub einatmeten. Als günstiger erwiesen sich niedrige Heuraufen oder Heunetze. 
In Kuhställen findet man kaum Heuraufen, da den Kühen das Heu auf den Boden gelegt wird.

## Heuraufen in Käfigen
Die Raufen für Meerschweinchen- und Hasenkäfige dürfen keine Spitzen haben und müssen sicher befestigt werden. Die Abstände der Stäbe in den Raufen dürfen nicht allzu breit sein, da die Tiere ansonsten mit ihren Köpfen darin stecken bleiben können (vor allem Jungtiere). Beim Verteilen von Heu im Käfig ohne Raufe wird es verschmutzt und plattgetreten und ist zum Verzehr kaum mehr geeignet.

## Heuraufen in Tiergehegen

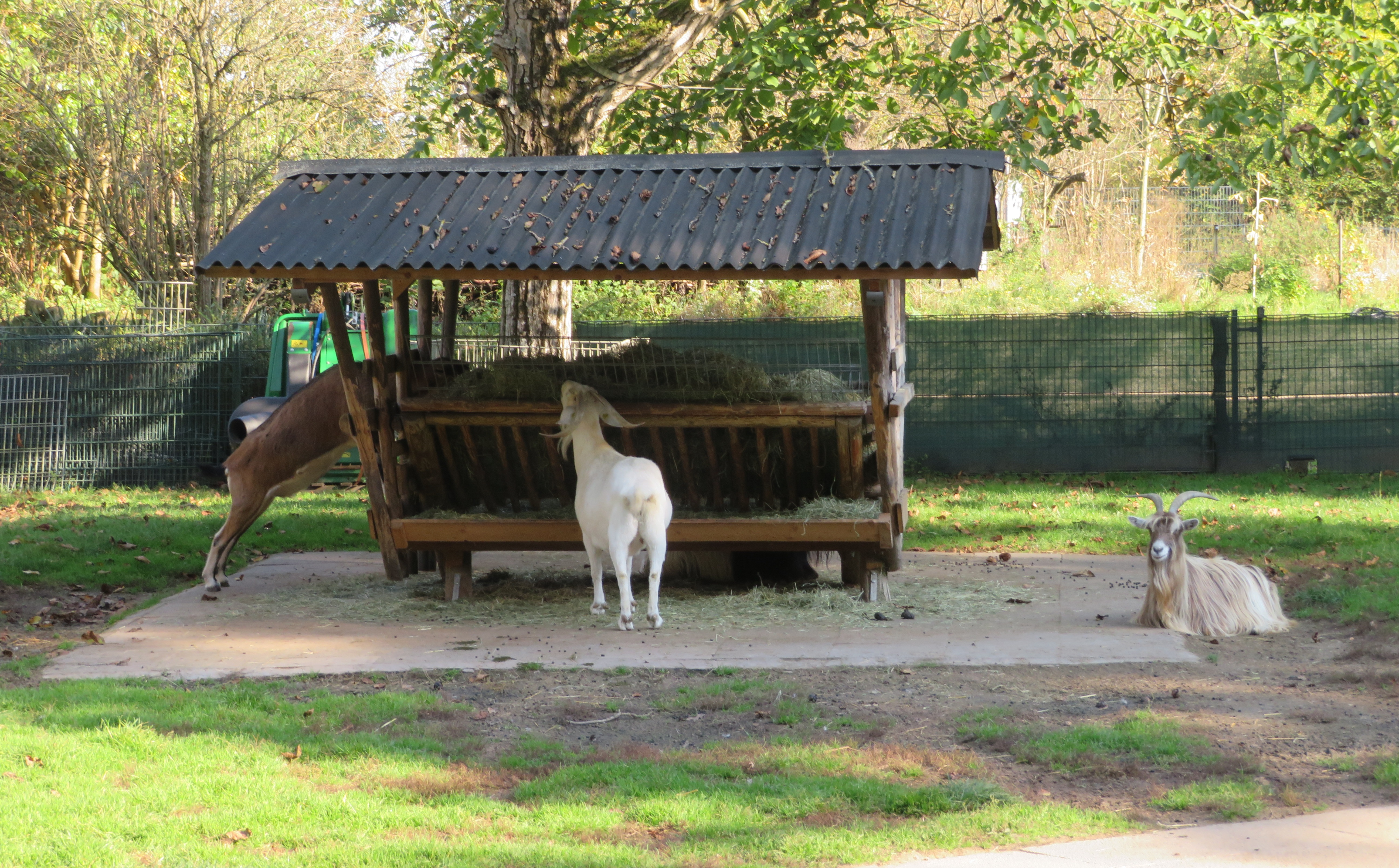
Ziegen an einer Heuraufe

In Tiergehegen müssen Heuraufen überdacht sein, um das Heu bei Regen und Schneefall trocken zu halten.

## Heuraufen in freier Wildbahn
In Jagdgebieten werden Heuraufen aus Holz zur Fütterung der Hirsche in Notzeiten (Hege) eingesetzt. Unter der Raufe ist manchmal eine Futterrinne angebracht, darüber ein Dach, um das Futter vor Niederschlag zu schützen. Je nach Größe haben vier bis acht Tiere daran Platz.